# 2Cellos
2Cellos is een cello-ensemble bestaande uit het duo Stjepan Hauser en Luka Šulić.
Het tweetal heeft een klassieke opleiding gevolgd en kent elkaar van de Academy of Music in Zagreb.
2Cellos kreeg internationale bekendheid van zelfgemaakte video's op YouTube zoals de cover Smooth Criminal. 
Het eerste album werd uitgebracht in 2011 met hierop covers van U2, Nirvana, Coldplay en Sting.

## Discografie
- 2Cellos (2011)
- In2ition (2013)
- Celloverse (2015)
- Score (2017)
- Let there be cello (2018)
- Dedicated (2021)